# Zastava Katara
Zastava Katara uvedena je 9. srpnja 1971. Kestenjaste je boje, s rubnom okomitom bijelom linijom s devet vrhova.  

## Značenje
- Bijela boja predstavlja međunarodno poznati simbol mira
- Kestenjasta boja predstavlja prolivenu krv za vrijeme nekoliko Katarskih ratova, posebice u drugoj polovici 19. stoljeća.
- Linija s devet vrhova označava da je Katar 9. član "ponovno uspostavljenih Emirata" od 1916.

Zastava je službeno usvojena 9. srpnja, 1971., iako se gotovo identična zastava različitih proporcija koristila do 1949. Slična je zastavi Bahreina.

## Vanjske poveznice
- Flags of the World